# Du "Cubisme"

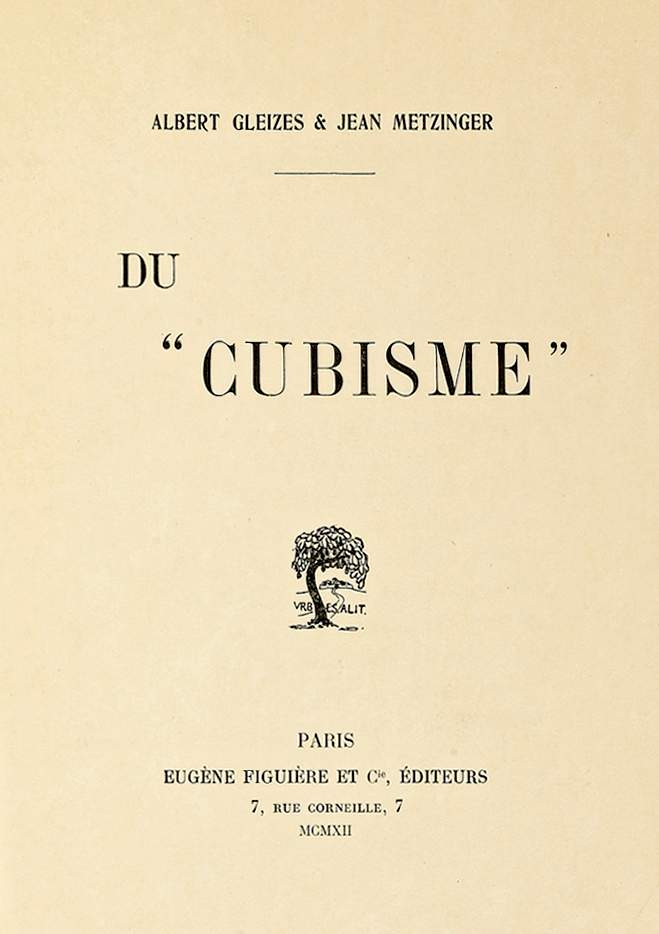
Du "Cubisme", 1912, Albert Gleizes y Jean Metzinger, publicado por Eugène Figuière Éditeurs (cubierta)

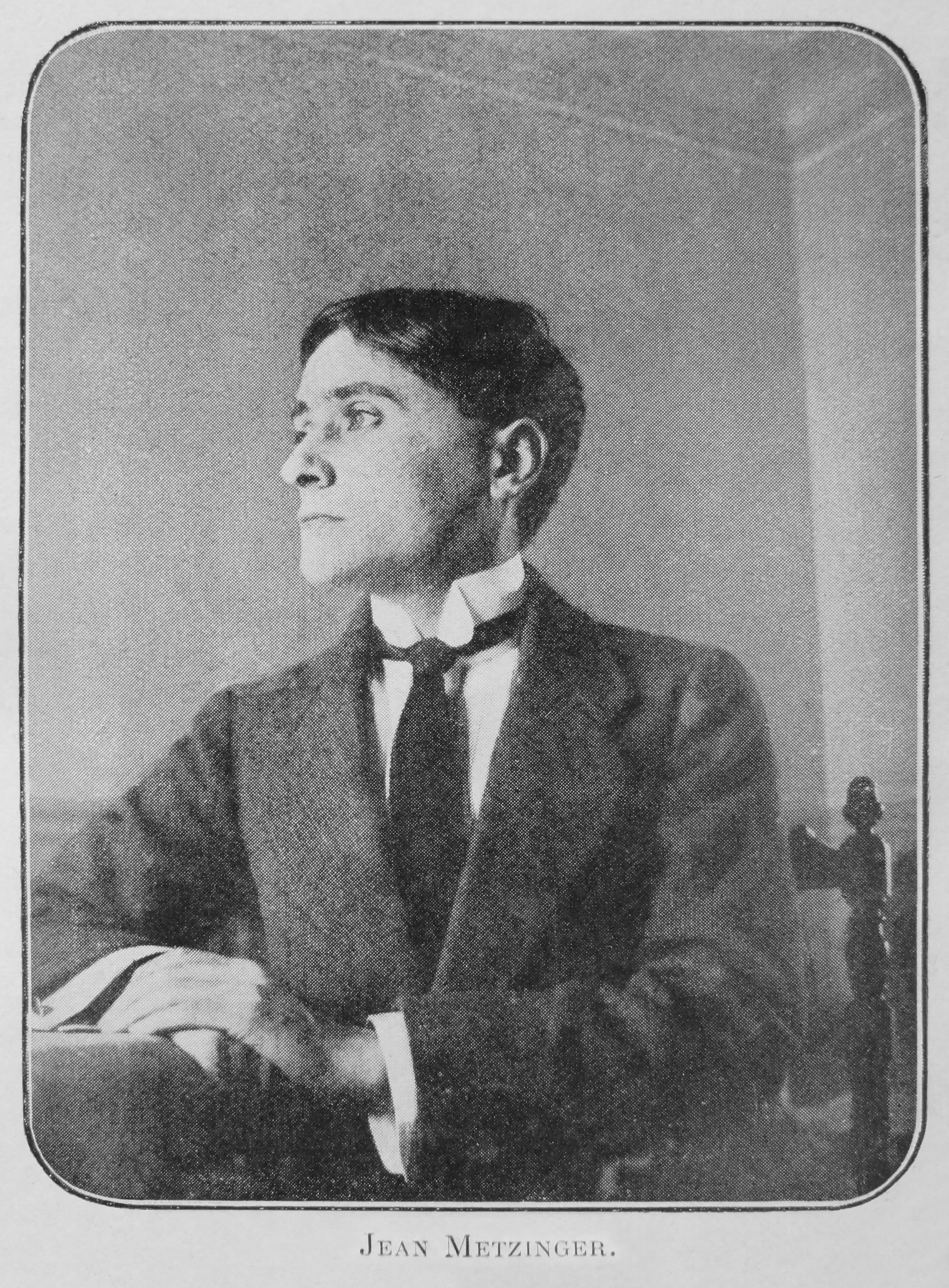
Jean Metzinger, en 1912-13

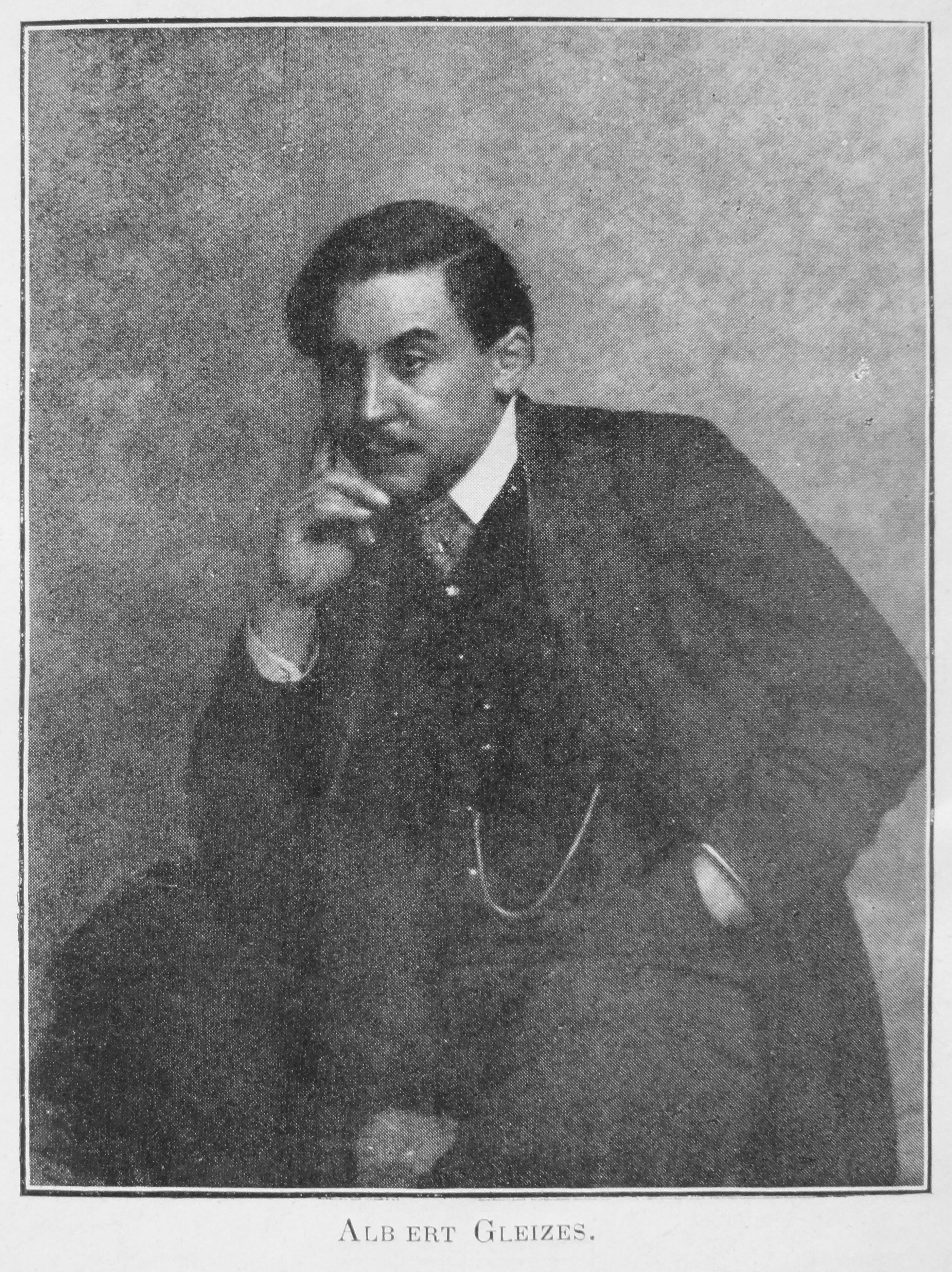
Albert Gleizes, en 1912-13

Du "Cubisme", también escrito Du Cubisme, (y en español, Sobre el Cubismo o El Cubismo) es un libro escrito en 1912 por Albert Gleizes y Jean Metzinger. Este fue el primer gran texto sobre el Cubismo, precediendo a Les Peintres Cubistes de Guillaume Apollinaire (1913). El libro está ilustrado con fotografías en blanco y negro de las obras de Paul Cézanne (1), Gleizes (5), Metzinger (5), Fernand Léger (5), Juan Gris (1), Francis Picabia (2),  Marcel Duchamp (2), Pablo Picasso (1), Georges Braque (1), André Derain (1), y Marie Laurencin (2).

## Publicación
El tratado que fue altamente influyente fue publicado por Eugène Figuière Éditeurs, en la Colección "Tous les Arts", París, 1912. Antes de su publicación, el libro fue anunciado en la Revue d'Europe et d'Amérique, de marzo de 1912; con motivo del Salon de Indépendants durante la primavera de 1912 en la Gazette des beaux-arts; y en Paris-Journal, el 26 de octubre de 1912. Se cree que apareció en noviembre o principios de diciembre de 1912. Posteriormente se publicó en inglés y ruso en 1913. Una traducción rusa de Mikhail Matiushin apareció en el número de Soiuz molodezhi de marzo de 1913.
Una nueva edición fue publicada en 1947 con un avant-propos por Gleizes y un epílogo de Metzinger. Los artistas aprovecharon la ocasión para reflexionar sobre la evolución de esta vanguardia artística treinta y tres años después de la aparición de la primera publicación de Du "Cubisme".

## Trasfondo
La colaboración entre Albert Gleizes y Jean Metzinger que llevaría a la publicación de Du "Cubisme" comenzó durante las secuelas del Salon d'Automne de 1910. En esta gran exposición parisina, famosa por exhibir las últimas y más radicales tendencias artísticas, varios artistas como Gleizes, y en particular Metzinger, se destacaron del resto. La utilización de una forma no convencional de geometría había permeado las obras de estos artistas que a priori tenían poco o ningún contacto entre ellos.
En una reseña del Salon d'Automne de 1910, el poeta Roger Allard (1885-1961) anunció la aparición de una nueva escuela de pintores franceses que, a diferencia de Les Fauves y los Neoimpresionistas, concentraron su atención en la forma y no en el color. Un grupo formado después de la exposición que incluiría a Gleizes, Metzinger, Henri Le Fauconnier, Fernand Léger y Robert Delaunay (amigo y asociado de Metzinger desde 1906). Se reunieron regularmente en el estudio de Le Fauconnier donde trabajó en su ambiciosa pintura alegórica titulada L'Abondance. "En esta pintura", escribe Brooke, "la simplificación de la forma representacional da paso a una nueva complejidad en la que el primer plano y el fondo se unen y el sujeto de la pintura queda oscurecido por una red de elementos geométricos entrelazados". Pero fue Metzinger, un montmartrois en estrecho contacto con Le Bateau-Lavoir y sus habitantes, incluidos Guillaume Apollinaire, Max Jacob, Maurice Princet, Pablo Picasso y Georges Braque, quien presentó a Gleizes y los demás del grupo, con su Nu la cheminée (Nu), 1910, una especie extrema de cubismo "analítico" (un término que surgiría años después para describir las obras de Picasso y Braque de 1910-1911).
Unos meses más tarde, durante la primavera de 1911 en el Salon des Indépendants, el término "Cubismo" (derivado de los intentos de los críticos por ridiculizar despectivamente las "locuras geométricas" que daban un aspecto "cúbico" a su trabajo) se introduciría oficialmente al público en relación con estos artistas que exponen en la 'Salle 41', que incluía a Gleizes, Metzinger, Le Fauconnier, Léger y Delaunay (pero no a Picasso ni a Braque, ambos ausentes de las exposiciones públicas en ese momento como resultado de un contrato con la Galería Kahnweiler).
Un texto seminal escrito por Metzinger titulado Note sur la peinture, publicado durante el otoño de 1910, coincidiendo estrechamente con Salon d'Automne, cita a Picasso, Braque, Delaunay, Le Fauconnier como pintores que estaban realizando una 'emancipación total' ['affranchissement fondementale'] de la pintura. La idea de moverse alrededor de un objeto para verlo desde diferentes puntos de vista tratados posteriormente en Du "Cubisme" fue una idea central de la Note sur la Peinture de Metzinger. De hecho, antes del cubismo, los pintores trabajaron desde el punto de vista limitante de un único punto de vista. Metzinger enunció por primera vez en Note sur la peinture el interés estimulante en representar objetos como recordados por experiencias sucesivas y subjetivas dentro del contexto del espacio y el tiempo. En ese artículo, Metzinger señala que Braque y Picasso "descartaron la perspectiva tradicional y se otorgaron la libertad de moverse por los objetos". Este es el concepto de "perspectiva móvil" que tiende a la representación de la "imagen total"; una serie de ideas que aún hoy definen las características fundamentales del arte cubista. Preparando el escenario para Du "Cubisme", la Nota de Metzinger no solo resaltó las obras de Picasso y Braque, por un lado, Le Fauconnier y Delaunay por el otro. También fue una selección táctica que destacó el hecho de que solo Metzinger estaba en posición de escribir sobre los cuatro. Metzinger, de manera única, había estado muy familiarizado con el grupo de Montmartre y los florecientes cubistas de salón simultáneamente.

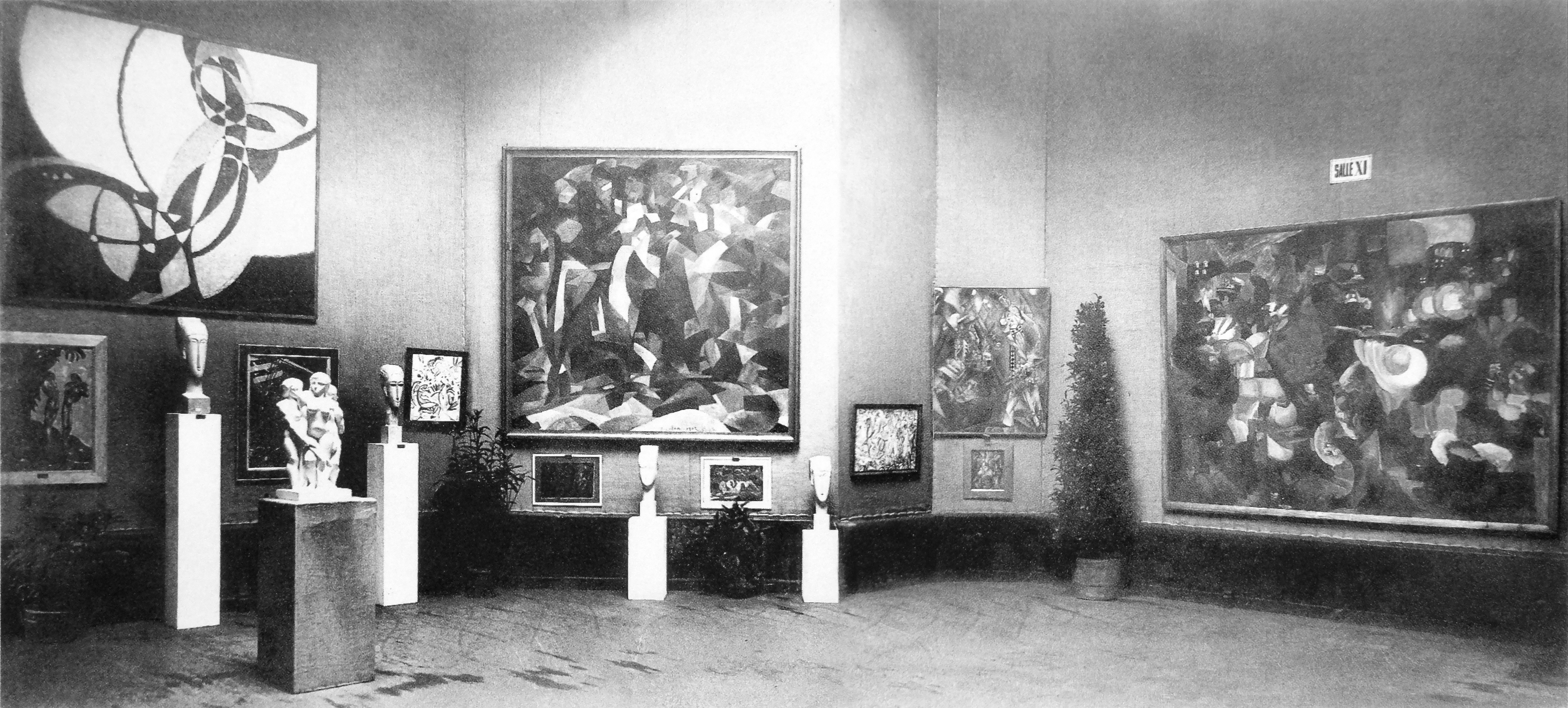
Salon d'Automne 1912, Paris, obras de Kupka, Modigliani, Csaky, Picabia, Metzinger, Le Fauconnier

## Salón de la Sección de Oro
Artículo principal: Grupo de Puteaux
El Salon de la Section d'Or fue una exposición organizada por los Salon Cubists con el objetivo de reunir todas las tendencias más radicales en pintura y escultura hasta la fecha. Programado para llevarse a cabo en la Galerie La Boétie en París, en octubre de 1912, justo después del Salon d'Automne. Gleizes y Metzinger, en preparación para el Salon de la Section d'Or, publicaron Du "Cubisme", una gran defensa del cubismo, dando como resultado el primer ensayo teórico sobre el nuevo movimiento; anterior a Les Peintres Cubistes, Méditations Esthétiques (Los pintores cubistas, Meditaciones estéticas) de Guillaume Apollinaire (1913) y Der Weg zum Kubismus de Daniel-Henry Kahnweiler (1920).
Antes de la Primera Guerra Mundial, la imagen del cubismo en Francia y en el extranjero se basaba en una definición extremadamente amplia. "Una visión más heterogénea del cubismo ciertamente es alentada por los primeros escritos promocionales de sus practicantes y asociados", escribe el historiador de arte Christopher Green:
   "Picasso, Braque y Gris no hicieron casi ninguna declaración publicada sobre el tema antes de 1914. El primer texto importante, Du cubisme, fue producido por dos cubistas 'Salle 41', Gleizes y Metzinger, en 1912; esto fue seguido en 1913 por una colección no muy sistemática de reflexiones y comentarios del poeta y crítico Guillaume Apollinaire, que había estado estrechamente relacionado con Picasso (desde 1905) y Braque (desde 1907), pero que prestó tanta atención a artistas como Delaunay, Picabia y Duchamp. Junto con Léger identificó estos tres con una nueva tendencia, que denominó Cubismo Órfico u Orfismo y que consideró de especial importancia para el futuro. Pintores como Gleizes, Metzinger, Delaunay y Duchamp fueron poderosas influencias junto a Picasso, Braque, Gris y Léger en el desarrollo del arte relacionado con el cubismo en Rusia, Checoslovaquia, Italia, Holanda, Gran Bretaña, España y Estados Unidos."
El Salon d'Automne de 1912 dio lugar a un debate sobre el cubismo en la Chambre des Députés: como la exposición se celebraba en el Grand Palais del Estado, se consideraba que el Estado subvencionaba el cubismo. Fue en este contexto de ira y rebelión pública que Gleizes y Metzinger escribieron Du "Cubisme". No fue solo una iniciativa para explicar el nuevo arte, sino un intento de persuadir a las masas de que sus intenciones eran genuinas.

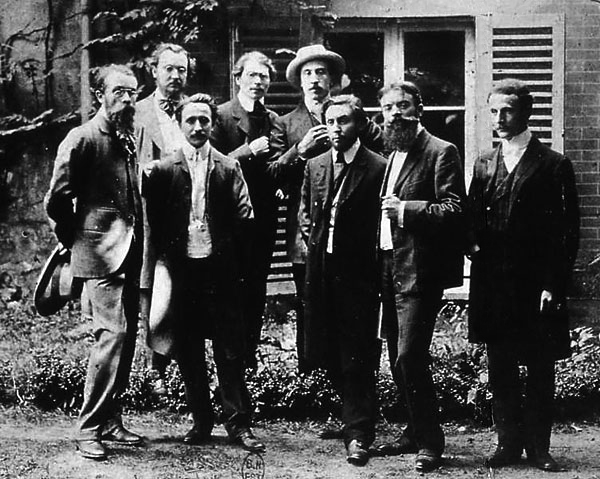
Abbaye de Créteil 1906. Primera fila: Charles Vildrac, René Arcos, Albert Gleizes, Barzun, Alexandre Mercereau. Segunda fila: Georges Duhamel, Berthold Mahn, d'Otémar

Los cubistas 'Salle 41', a través de Gleizes, estaban estrechamente asociados con la Abbaye de Créteil; un grupo de escritores y artistas que incluía a Alexandre Mercereau, Jules Romains, Georges Chennevière, Henri-Martin Barzun, Pierre Jean Jouve, Georges Duhamel, Luc Durtain, Charles Vildrac y René Arcos. Muchos se interesaron en la noción de "duración" propuesta por el filósofo Henri Bergson, según la cual la vida se experimenta subjetivamente como un movimiento continuo en la dirección del tiempo, con el pasado fluyendo hacia el presente y el presente fundiéndose en el futuro. Otros cubistas mostraron afinidades con este concepto, y con la insistencia de Bergson en la "elasticidad" de nuestra conciencia tanto en el tiempo como en el espacio.
Los escritores neosimbolistas Jacques Nayral y Henri-Martin Barzun se asociaron con el movimiento unanimista en poesía. En su calidad de asistente editorial de Figuière, Nayral había seleccionado para la publicación  Du "Cubisme" y Les Peintres Cubistes como parte de una serie proyectada sobre las artes. Estos escritores y otros simbolistas valoraron la expresión y la experiencia subjetiva sobre una visión objetiva del mundo físico, adoptando una perspectiva antipositivista o antirracionalista.
En Du "Cubisme", Gleizes y Metzinger relacionaron explícitamente el concepto de "perspectiva múltiple" con el sentido bergsoniano del tiempo. El tratamiento facetado de los objetos físicos y el espacio borró las distinciones (por medio del "pasaje") entre el sujeto y la abstracción, entre la representación y la no objetividad. Los efectos de la geometría no euclidiana se utilizaron para transmitir un sentido psicofísico de fluidez de la conciencia. Estas preocupaciones están en sintonía con la teoría del Unanimismo de Jules Romains, que subraya la importancia de los sentimientos colectivos en la destrucción de las barreras entre las personas.
Una importante innovación realizada por Gleizes y Metzinger fue la inclusión del concepto de simultaneidad no solo en el marco teórico del cubismo, sino en las propias pinturas físicas. En parte, fue un concepto nacido de una convicción basada en su comprensión de Henri Poincaré y Bergson de que la separación o distinción entre el espacio y el tiempo debería ser ampliamente cuestionada. Surgieron nuevas ideas filosóficas y científicas basadas en la geometría no euclidiana, la geometría riemanniana y la relatividad, contradiciendo las nociones de verdad absoluta. Estas ideas fueron diseminadas y debatidas en publicaciones ampliamente disponibles, y leídas por escritores y artistas asociados con el advenimiento del cubismo.
Poincaré postuló que las leyes que se cree que gobiernan la materia fueron creadas únicamente por las mentes que las "entendieron" y que ninguna teoría podría considerarse "verdadera". "Las cosas en sí mismas no son lo que la ciencia puede alcanzar ..., sino solo las relaciones entre las cosas. Fuera de estas relaciones no hay una realidad cognoscible", escribió Poincaré en su libro de 1902, Ciencia e hipótesis.

## Pasajes deDu "Cubisme"
Metzinger y Gleizes escribieron con referencia a la geometría no euclidiana en Du "Cubisme". Argumentan que el Cubismo en sí no estaba basado en ninguna teoría geométrica, pero que la geometría no euclidiana correspondía mejor que la geometría clásica, o euclidiana, a lo que los cubistas estaban haciendo. Lo esencial estaba en la comprensión del espacio aparte del método clásico de la perspectiva; una comprensión que incluiría e integraría la cuarta dimensión con las 3 del espacio.
La reconstrucción de la imagen total se dejó a la intuición creativa del observador. El espectador ahora juega un papel activo. Tomado el valor nominal, cada una de las partes constituyentes (los fragmentos o facetas) son tan importantes como el todo. Sin embargo, la imagen total, mayor que la suma de las partes de las que está compuesta, ahora reside en la mente del espectador. El dinamismo de la forma implícita o explícita en las propiedades cuantitativas y cualitativas de la obra, puesta en movimiento por el artista, podría ser reensamblado y comprendido en un proceso dinámico que ya no estaría restringido exclusivamente al artista y al tema.
El concepto de observar un sujeto desde diferentes puntos en el espacio y el tiempo simultáneamente (perspectiva múltiple o móvil) "para apoderarse de varias apariencias sucesivas, que se fusionaron en una sola imagen, reconstituir en el tiempo" desarrollado por Metzinger (en su artículo de 1911 Cubisme et tradición) y tocado en Du "Cubisme", no se derivó de la teoría de la relatividad de Albert Einstein, aunque ciertamente fue influenciado de manera similar, a través del trabajo de Jules Henri Poincaré (particularmente Ciencia e Hipótesis). Los escritos de Poincaré, a diferencia de los de Einstein, eran bien conocidos antes de 1912. El libro de Poincaré, La science et l'Hypothèse, ampliamente leído, fue publicado en 1902 (por Flammarion).
Gleizes y Metzinger rinden homenaje a Cézanne en su manifiesto cubista de 1912 Du "Cubisme":
   "Comprender a Cézanne es prever el cubismo. De ahora en adelante nos justificamos al decir que entre esta escuela y las manifestaciones anteriores solo hay una diferencia de intensidad, y que para asegurarnos de esto solo tenemos que estudiar los métodos de este realismo que, partiendo de la realidad superficial de Courbet, se sumerge con Cézanne en la realidad profunda, creciendo luminoso a medida que obliga a lo incognoscible a retirarse." (Jean Metzinger y Albert Gleizes, 1912)
Para Metzinger y Gleizes, el cubismo no era más que una extensión de una tradición en la pintura:
   "Algunos sostienen que tal tendencia distorsiona la curva de la tradición. ¿Derivan sus argumentos del futuro o del pasado? El futuro no les pertenece, hasta donde sabemos, y uno es singularmente ingenuo al tratar de medir lo que existe por lo que ya no existe."
   "A menos que condenemos toda pintura moderna, debemos considerar el cubismo como legítimo, ya que continúa con los métodos modernos, y deberíamos ver en él la única concepción posible del arte pictórico. En otras palabras, en este momento el cubismo está pintando".
El artista se esfuerza por encerrar la suma inconmensurable de las afinidades percibidas entre la manifestación visible y la tendencia de su mente, escribe Metzinger y Gleizes:
   "Que la imagen no imite nada; deja que presente desnuda su razón de ser. De hecho, deberíamos ser ingratos si deploramos la ausencia de todas esas cosas, flores, o paisajes, o rostros, de los cuales podría haber sido solo un reflejo. Sin embargo, admitamos que la reminiscencia de las formas naturales no puede ser completamente desterrada; todavía no, en todo caso. Un arte no puede elevarse al nivel de un derrame puro en el primer paso."
   "Esto lo entienden los pintores cubistas, que estudian infatigablemente la forma pictórica y el espacio que engendra."
   "Este espacio lo hemos confundido negligentemente con el espacio visual puro o con el espacio euclidiano. Euclides, en uno de sus postulados, habla de la indeformabilidad de las figuras en movimiento, por lo que no necesitamos insistir en este punto."
   "Si quisiéramos relacionar el espacio de los pintores [cubistas] con la geometría, deberíamos referirlo a los matemáticos no euclidianos; deberíamos estudiar, con cierta extensión, algunos de los teoremas de Riemann."
   "En cuanto al espacio visual, sabemos que se debe al acuerdo de las sensaciones de convergencia y "acomodación" en el ojo."
La convergencia de la perspectiva clásica para evocar profundidad se trata en Du "Cubisme" como una ilusión. "Además, sabemos que incluso las infracciones más graves de las reglas de la perspectiva de ninguna manera restan valor a la espacialidad de una pintura. Los pintores chinos evocan el espacio, aunque exhiben una fuerte parcialidad por la divergencia".
   "Para establecer el espacio pictórico, debemos recurrir a las sensaciones táctiles y motrices, de hecho a todas nuestras facultades. Es toda nuestra personalidad, contraída o dilatada, lo que transforma el plano de la imagen. Como en la reacción este plano refleja la personalidad del espectador de nuevo según su comprensión, el espacio pictórico puede definirse como un pasaje sensible entre dos espacios subjetivos."
   "Las formas que están situadas dentro de este espacio surgen de un dinamismo que profesamos dominar. Para que nuestra inteligencia pueda poseerlo, ejercitemos primero nuestra sensibilidad. Solo hay matices; La forma aparece dotada de propiedades idénticas a las del color. Puede ser atemperado o aumentado por contacto con otra forma; puede ser destruido o enfatizado; se multiplica o desaparece. Una elipse puede cambiar su circunferencia porque está inscrita en un polígono. Una forma que es más enfática que las formas circundantes puede gobernar el cuadro completo, puede imprimir su propia efigie sobre todo. Aquellos fotógrafos que imitan minuciosamente una o dos hojas para que parezca que todas las hojas de un árbol están pintadas, muestran de una manera torpe que sospechan esta verdad. Una ilusión, tal vez, pero debemos tenerlo en cuenta. El ojo rápidamente interesa a la mente en sus errores. Estas analogías y contrastes son capaces de todo bien y todo mal; los maestros sintieron esto cuando trataron de componer con pirámides, cruces, círculos, semicírculos, etc."
Los cubistas, según el manifiesto de 1912 escrito por Gleizes y Mezinger, revelaron una nueva manera de considerar la luz:
   Según ellos, "iluminar es revelar; colorear es especificar el modo de revelación. Llaman luminoso a lo que golpea la imaginación y oscuro lo que la imaginación debe penetrar."
   "No conectamos mecánicamente la sensación del blanco con la idea de la luz, del mismo modo que no conectamos la sensación del negro con la idea de la oscuridad. Admitimos que una joya negra, aunque sea de un negro apagado, puede ser más luminosa que el satén blanco o rosado de su estuche. Luz amorosa, nos negamos a medirla, y evitamos las ideas geométricas del enfoque y el rayo, que implican la repetición, contraria al principio de variedad que nos guía, de planos brillantes e intervalos sombríos en una dirección determinada. El color cálido, nos negamos a limitarlo, y subyugado o deslumbrante, fresco o fangoso, aceptamos todas las posibilidades contenidas entre los dos puntos extremos del espectro, entre el frío y el cálido."
   "Aquí hay mil tintes que salen del prisma y se apresuran a situarse en la región lúcida prohibida a aquellos que están cegados por lo inmediato ..."
Hay dos métodos de considerar la división del lienzo, además de la desigualdad de las partes que se otorgan como condición principal. Ambos métodos se basan en la relación entre el color y la forma:
   "De acuerdo con el primero, todas las partes están conectadas por una convención rítmica que está determinada por uno de ellos. Esto -su posición en el lienzo importa poco- le da a la pintura un centro desde el cual proceden las gradaciones del color, o hacia el cual tienden, de acuerdo con la intensidad máxima o mínima que reside allí."
   "De acuerdo con el segundo método, para que el espectador, libre de establecer la unidad, pueda aprehender todos los elementos en el orden que le asigna la intuición creativa, las propiedades de cada parte deben dejarse independientes y el continuo plástico debe romperse en mil sorpresas de luz y sombra. [...]"
   "Cada inflexión de forma se acompaña de una modificación de color, y cada modificación de color da lugar a una forma."
Gleizes y Metzinger continúan:
   "No hay nada real fuera de nosotros mismos; no hay nada real excepto la coincidencia de una sensación y una dirección mental individual. Lejos de nosotros arrojar alguna duda sobre la existencia de los objetos que golpean nuestros sentidos; pero, racionalmente hablando, solo podemos tener certeza con respecto a las imágenes que producen en la mente."
   "Por lo tanto, nos sorprende cuando los críticos bien intencionados intentan explicar la notable diferencia entre las formas atribuidas a la naturaleza y las de la pintura moderna por el deseo de representar las cosas no como aparecen, sino como son. ¡Ya que son! ¿Cómo son? Según ellos, el objeto posee una forma absoluta, una forma esencial, y debemos suprimir el claroscuro y la perspectiva tradicional para poder presentarlo. ¡Qué simplicidad! Un objeto no tiene una forma absoluta; tiene muchas. Tiene tantas como planos hay en la región de la percepción. Lo que dicen estos escritores es maravillosamente aplicable a la forma geométrica. La geometría es una ciencia; pintar es un arte. El geómetra mide; el pintor saborea. El absoluto de uno es necesariamente el pariente del otro; si la lógica se asusta de esta idea, ¡tanto peor! ¿Alguna vez la lógica evitará que un vino sea diferente en la réplica del químico y en el vaso del bebedor?"
   "Nos divierte francamente pensar que muchos novicios quizás paguen por su comprensión demasiado literal de los comentarios de un cubista, y su fe en la existencia de una Verdad Absoluta, al yuxtaponer dolorosamente las seis caras de un cubo o las dos orejas de un cubista en un modelo visto en perfil."
   "¿De esto resulta que debemos seguir el ejemplo de los impresionistas y confiar solo en los sentidos? De ninguna manera. Buscamos lo esencial, pero lo buscamos en nuestra personalidad y no en una especie de eternidad, laboriosamente dividida por matemáticos y filósofos."
   "Además, como hemos dicho, la única diferencia entre los impresionistas y nosotros es una diferencia de intensidad, y no deseamos que sea de otra manera."
   "Hay tantas imágenes de un objeto como ojos lo miran; hay tantas imágenes esenciales de ella como mentes que la comprenden."
   "Pero no podemos disfrutar en aislamiento; deseamos deslumbrar a los demás con lo que arrebatamos a diario del mundo de los sentidos, y a cambio deseamos que otros nos muestren sus trofeos. De una reciprocidad de concesiones surgen esas imágenes mixtas, que nos apresuramos a enfrentar con creaciones artísticas para computar qué contienen del objetivo."